# آی‌بی‌ام سیستم آر
 آی‌بی‌ام سامانه‌آر یک سامانه پایگاه داده است که در طی یک پروژه در شرکت آی‌بی‌ام در سال ۱۹۷۴ ساخته شد. این اولین پیاده‌سازی اس‌کیوال از زمان تبدیل شدن به زبان پرس و جو استاندارد برای پایگاه داده رابطه‌ای بود. همچنین سامانه‌ای بود که نشان داد که سامانه مدیریت پایگاه داده رابطه‌ای می‌تواند کارایی مناسب برای پردازش تراکنش فراهم کند.
تصمیمات طراحی و بعضی از الگوریتم‌های اساسی آن بسیاری از سامانه‌های رابطه‌ای که بعدها ساخته‌ شدند را تحت تأثیر قرار دادند.
مشتری اول آن نیز پرت اند ویتنی در سال ۱۹۷۷ بود.